# Cylindera holosericea
Cylindera holosericea es una especie de escarabajo del género Cylindera, tribu Cicindelini, familia Carabidae. Fue descrita científicamente por Fabricius en 1801.
Se distribuye por Indonesia. La especie se mantiene activa durante los meses de enero y marzo.